# 高山附地菜
高山附地菜（学名：Trigonotis rockii）是紫草科附地菜属的植物。分布于缅甸北部以及中国大陆的云南、西藏等地，生长于海拔3,300米至4,900米的地区，一般生于沟边砂质地、低海拔地区则生沟边草地、冰川谷地、高山冰碛丘或灌丛下，目前尚未由人工引种栽培。